# Zbigniew Skrudlik
Zbigniew Andrzej Skrudlik (Jasło, 1934. május 12. –) olimpiai és világbajnoki ezüstérmes lengyel tőrvívó.